# Sequential Circuits
Sequential Circuits Inc. – amerykański producent syntezatorów.

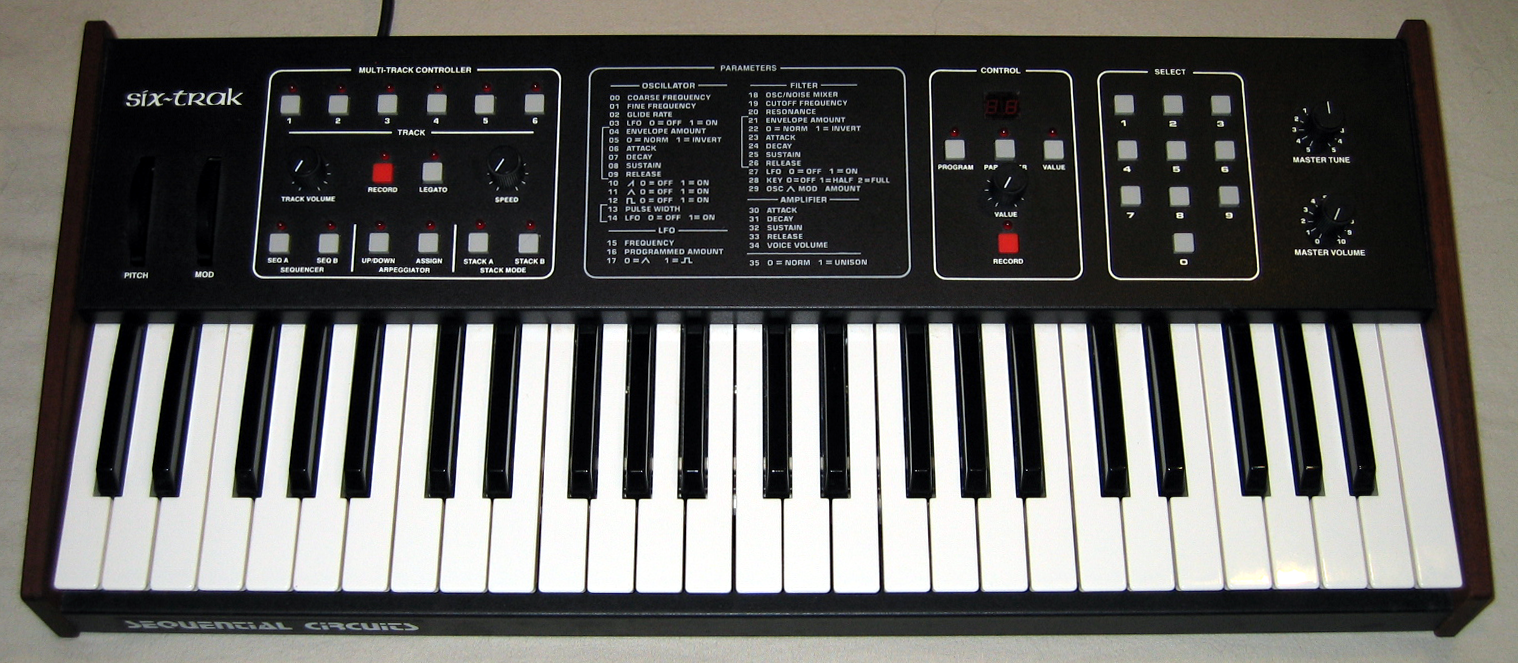
Sequential Circuits Six-Trak

Historia firmy zaczęła się w 1978 r. w San Jose w Kalifornii. Założona została przez Davida Smitha, Barb Fairhurs oraz byłego serwisanta moogów, Johna Bowena. Pierwszym urządzeniem wyprodukowanym przez SC był cyfrowy sekwencer Model 800, którego konstrukcja była oparta na mikroprocesorze. Na przełomie lat 1978/1979 firma zaczęła sprzedawać swoje syntezatory analogowe, docenione przez Narodowe Stowarzyszenie Sprzedawców Instrumentów Muzycznych (NAMM). Największym powodzeniem cieszyły się dwa instrumenty: Prophet 1 (Pro One) i Prophet 5.
- Prophet One – analogowy syntezator monofoniczny, posiadający 3-oktawową klawiaturę, dwa generatory VCO, dwa generatory obwiedni (ADSR), jeden dla VCF i jeden dla VCA.
- Prophet 5 – ma 5-głosową polifonię, jest preprogramowalny (w przypadku barw do obróbki); ma bardzo rozbudowaną sekcję filtrów, posiada 5-oktawową klawiaturę. Instrumentu tego używa m.in. polski muzyk Sławomir Łosowski.

Firma Native Instruments wypuściła wirtualną wersję tego syntezatora o nazwie PRO-53.
W latach 1980–1986 firma Sequential Circuits zmieniła nazwę na Sequential. W 1987 Sequential została wykupiona przez koncern Yamaha. Później część zespołu pracowała w dziale badań i rozwoju firmy Korg.